# Maciej Fic
Maciej Marcin Fic (ur. w 1973) – polski historyk, prof. dr hab. nauk humanistycznych,  pracownik Instytutu Historii Uniwersytetu Śląskiego w Katowicach. Badacz historii Polski XX wieku (ze szczególnym uwzględnieniem Górnego Śląska); problematyki kształcenia i popularyzacji wiedzy historycznej oraz historii kultury, nauki i oświaty w XX wieku.

## Życiorys
W 1997 ukończył studia historyczne na Uniwersytecie Śląskim w Katowicach, 10 czerwca 2003 obronił pracę doktorską Wilhelm Szewczyk (1916-1991) - śląski polityk i działacz społeczny, 17 listopada 2015 habilitował się na podstawie pracy zatytułowanej Między nauką a propagandą. Śląski Instytut Naukowy im. Jacka Koraszewskiego w Katowicach (1957-1992). W latach 2008–2016 zastępca dyrektora Instytutu Historii UŚ ds. dydaktycznych. Od 2016 do 2019 p.o. zastępcy dyrektora IH ds. dydaktycznych oraz pełnomocnik dziekana Wydziału Nauk Społecznych UŚ ds. kontaktów ze szkołami. W latach 2019-2024 dyrektor kierunków: historia, turystyka historyczna, środkowoeuropejskie studia historyczne, prowadzonych na Wydziale Humanistycznym Uniwersytetu Śląskiego w Katowicach, w latach 2020-2024 dyrektor kierunku indywidualne studia nauczycielskie, prowadzonego w Kolegium Indywidualnych Studiów Międzyobszarowych UŚ.
Od 2008 roku rzeczoznawca podręcznikowy przy MEN. W latach 2016–2018 przewodniczący Komitetu Okręgowego Olimpiady Historycznej Gimnazjalistów (na województwo śląskie), od 2019 pełni analogiczną funkcję w Olimpiadzie Historycznej Juniorów (dla szkół podstawowych). Od 2017 roku ekspert Kolegium Arbitrażu Egzaminacyjnego z zakresu historii. W latach 2018-2024 roku prezes Górnośląskiego Towarzystwa Historycznego. Członek rad w instytucjach kultury: od 2019 roku w Radzie Muzeum Powstań Śląskich w Świętochłowicach, od 2024 w Radzie Programowej Instytutu Śląskiego w Opolu, od 2025 w Radzie Muzeum Śląskiego w Katowicach. Od 2020 roku członek Komisji (Sekcji) Dydaktyki Historii Komitetu Nauk Historycznych Polskiej Akademii Nauk w Warszawie. Od 2022 roku członek Polsko-Słowackiej Komisji Historyków przy Instytucie Historii PAN oraz Słowackiej Akademii Nauk, od 2024 Zespołu Dydaktycznego Polsko-Czeskiego Towarzystwa Naukowego. Redaktor naczelny czasopisma "Wieki Stare i Nowe", zastępca redaktora naczelnego "Śląskiego Almanachu Powstańczego", członek redakcji "Wiadomości Historycznych".

## Wybrane publikacje
Maciej Fic, „Rzecznik historii rewolucyjnej”. Henryka Rechowicza (1929-2004) życie publiczne i prywatne. Katowice 2023, ss. 328.
Maciej Fic, Plebiscyt górnośląski 20 marca 1921 roku – najbardziej demokratyczna forma wyboru? Warszawa 2022, ss. 310.
„Dobrze walczycie, trzymajcie się, bo już to długo trwać nie będzie, a nasze walki nie pójdą na marne”. Wspomnienia powstańców śląskich z 1921 roku, wybór i opracowanie Maciej Fic. Opole 2021, ss. 223.
Słownik Powstań Śląskich 1921, red. Maciej Fic, Ryszard Kaczmarek. Katowice 2021, ss. 708.
Słownik Powstań Śląskich 1920, red. Maciej Fic, Ryszard Kaczmarek. Katowice 2020, ss. 492.
Słownik Powstań Śląskich 1919, red. Maciej Fic, Ryszard Kaczmarek. Katowice 2019, ss. 516.
Maciej Fic, Lech Krzyżanowski, Konrad Meus, Wilamowice 1818-2018. Miasto i ludzie. Wilamowice 2018, ss. 476.
Maciej Fic, Między nauką a propagandą. Śląski Instytut Naukowy im. Jacka Koraszewskiego w Katowicach (1957-1992). Katowice 2014, ss. 555.
Marek Białokur, Maciej Fic, Anna Gołębiowska, Przerwana droga do niepodległości. Stan wojenny 13 XII 1981 – 22 VII 1983. Świadomość – edukacja – kultura. Toruń 2012, ss. 231.
Maciej Fic, Jan Kustos (1893-1932) – separatysta czy autonomista górnośląski? Katowice 2010, ss. 165.
Maciej Fic, Wilhelm Szewczyk (1916-1991) – śląski polityk i działacz społeczny. Katowice 2007, ss. 266.